# Callistethus ladino
Callistethus ladino är en skalbaggsart som beskrevs av Ohaus 1902. Callistethus ladino ingår i släktet Callistethus och familjen Rutelidae. Inga underarter finns listade.